# Tomas Behrend
Tomas Behrend (Porto Alegre, 12 dicembre 1974) è un ex tennista brasiliano naturalizzato tedesco.
Diventato professionista a 20 anni nel 1994, in carriera ha raggiunto la 74ª posizione del ranking di singolare, nell'ottobre 2005, e la quarantesima di quella di doppio, nell'ottobre 2007, conquistando solo tornei minori come Challenger e Futures. In doppio non ha mai avuto un compagno fisso, ma i risultati di maggiore rilievo sono arrivati giocando in coppia con il connazionale Christopher Kas. Pur sentendosi brasiliano, ha preso passaporto tedesco per il maggior sostegno che la federazione tedesca era in grado di offrirgli. Per lungo tempo ha aspettato la convocazione in Coppa Davis per il Brasile ma, nonostante avesse davanti solo Kuerten, Meligeni e Saretta, come quarto giocatore veniva solitamente convocato un tennista che lo seguiva in classifica. A 28 anni ha quindi accettato la convocazione da parte della Germania per cogliere l'opportunità di giocare nel Gruppo Mondiale. Si è ritirato nel 2007.

## Statistiche

### Doppio

#### Finali perse (3)
| Legenda                                                   |
| Grande Slam (0)                                           |
| Tennis Masters Cup / ATP World Tour Finals (0)            |
| Masters Series / ATP World Tour Master 1000 (0)           |
| International Series Gold / ATP World Tour 500 Series (1) |
| International Series / ATP World Tour 250 Series (2)      |

| Numero | Data             | Torneo                   | Superficie     | Compagno        | Avversari in finale                  | Punteggio      |
| 1.     | 23 febbraio 2004 | Brasil Open, Bahia       | Terra rossa    | Leoš Friedl     | Mariusz Fyrstenberg Marcin Matkowski | 2-6, 2-6       |
| 2.     | 30 luglio 2007   | Austrian Open, Kitzbühel | Terra rossa    | Christopher Kas | Luis Horna Potito Starace            | 6(4)–7, 6(5)–7 |
| 3.     | 23 febbraio 2004 | Vienna Open, Vienna      | Cemento indoor | Christopher Kas | Mariusz Fyrstenberg Marcin Matkowski | 4-6, 2-6       |